# Échangeur de Lummen
L'échangeur de Lummen (en néerlandais : Knooppunt Lummen) est un échangeur autoroutier situé à Lummen (Limbourg). L'échangeur permet une connexion entre les autoroutes A2 (E314) et A13 (E313). Celui-ci a été construit en 1971 sous la forme d'un giratoire avant d'être reconstruit entre 2008 et 2011 sous la forme d'un échangeur en turbine.
En 2015, on dénombrait en moyenne un peu plus de 73 500 véhicules utilisant le complexe quotidiennement dont 12,72 % de camions,.

## Axes concernés
- Autoroute belge A2 (Louvain − Genk − Aix-la-Chapelle)
- Autoroute belge A13 (Anvers − Hasselt − Liège)